# São Lourenço de Ribapinhão
São Lourenço de Ribapinhão es una freguesia portuguesa del concelho de Sabrosa, en el distrito de Vila Real, con 12,12 km² de superficie y 407 habitantes (2011). Su densidad de población es de 21,3 hab/km².